# Dundee (Minnesota)
Dundee – miasto w Stanach Zjednoczonych, w stanie Minnesota, w hrabstwie Nobles.